# Xantonneopsis robinsonii
Xantonneopsis robinsonii är en måreväxtart som beskrevs av Charles-Joseph Marie Pitard. Xantonneopsis robinsonii ingår i släktet Xantonneopsis och familjen måreväxter. Inga underarter finns listade i Catalogue of Life.